# Oliver Gordon
Oliver Loudon Gordon (ur. 26 stycznia 1896, zm. 30 stycznia 1973) – brytyjski komandor, dowódca krążownika ciężkiego HMS „Exeter” od 11 marca 1941 roku do momentu jego zatonięcia w drugiej bitwie na Morzu Jawajskim 1 marca 1942 roku.
Później opisał on swoje doświadczenia jako dowódca HMS „Exeter” oraz jako jeniec wojenny w Japonii w książce Fight It Out wydanej w 1957 roku.